# Buccheri
Buccheri ist eine Stadt des Freien Gemeindekonsortiums Syrakus in der Region Sizilien in Italien mit 1720 Einwohnern (Stand 31. Dezember 2023). Sie ist Mitglied der Vereinigung I borghi più belli d’Italia (Die schönsten Orte Italiens).

## Lage und Daten
Buccheri liegt 56 Kilometer westlich von Syrakus. Die Einwohner leben hauptsächlich von der Landwirtschaft.
Die Nachbargemeinden sind Buscemi, Carlentini, Ferla, Francofonte, Giarratana (RG) und Vizzini (CT).
Der Bahnhof Buccheri lag an der schmalspurigen Bahnstrecke Giarratana–Vizzini.

## Geschichte
Der Ort aus dem Mittelalter wurde bei dem Erdbeben auf Sizilien 1693 zerstört, es steht noch ein Turmstumpf des Normannenkastells der Familie Paternò. Buccheri wurde an gleicher Stelle wieder aufgebaut.

## Sehenswürdigkeiten
Die Magdalena-Kirche befindet sich in der Hauptstraße. Die Fassade stammt aus dem 18. Jahrhundert. Die Kirche ist das Werk von Michelangelo di Giacomos. Im Inneren befindet sich eine Statue der Magdalena aus dem Jahre 1508. Die Saint'Antonio Kirche stammt aus dem 18. Jahrhundert, die Treppe vor der Kirche wurde 1911 erbaut. Im Inneren befinden sich zwei Gemälde von Borremans. Die Stuckverzierung am Gewölbe stammt aus dem Jahre 1760 und wurde von Gianforma erstellt.
Südlich des Ortes liegt der Monte Lauro, mit 986 Metern der höchste Berg der Monti Iblei.
- Siehe auch: Dammuso